# Котков, Юрий Михайлович
Юрий Михайлович Котков (31 мая 1930, Пермь—1998, Москва) — советский шахматист, мастер спорта СССР (1955), международный мастер ИКЧФ (1992), тренер. Учитель.

## Биография
В 1952 году окончил физико-математический факультет Пермского университета.
Выступал в Перми за «Спартак». Участник чемпионатов РСФСР (1956—1961), лучший результат в 1956 — 5—9 места. В 1955 выиграл квалификационный матч у Шишова (+7 −2 =5). В первенстве ЦС ДСО «Буревестник» (1956) разделил 1—2 места, но проиграл дополнительный матч Корчному.
Работал в Центральном шахматном клубе СССР (ЦШК СССР) тренером женской шахматной команды СССР.

## Книги
- Защита торжествует. — М.: Физкультура и спорт, 1971. — 48 с.